# Caso Campeche
O Caso Campeche, a filmagem de onze aparentes óvnis no espaço aéreo do México por um piloto da Força Aérea Mexicana, ocorreu no mar de Campeche no ano de 2004.

## O caso
Em 5 de março de 2004, um avião Merlin C-26/A do 501ª Esquadrão da Força Aérea Mexicana efetuava uma patrulha de combate às drogas no estado mexicano de Campeche. Pouco antes de 17h, o tenente Germán Marín Ramírez, o operador de radar do avião, reparou em onze ecos de radar não identificados. Ele advertiu então o Major Castañón Magdaleno Muñoz, piloto da aeronave, que decidiu investigar os ecos, pensando serem de aviões de narcotraficantes. No entanto, a tripulação nada conseguia enxergar a olho nu. A câmera de infravermelho foi nesse momento ativada, registrando onze globos que aparentavam voar sobre o mar do país.

## Explicação do caso
Os registros foram conservados e, numa atitude inédita, a Secretaria de Defesa Nacional (SEDENA), do México, pediu a ajuda da comunidade ufológica para tentar explicar o que fora captado nas imagens. Uma cópia do vídeo feito foi entregue para o jornalista e ovniólogo Jaime Maussan, que analisou as imagens e não chegou a nenhuma conclusão plausível para os orbes. A SEDENA resolveu então autorizar a veiculação do vídeo pela televisão, o que foi feito em 11 de maio de 2004. Logo ficou provado, graças ao capitão e piloto mexicano Alejandro Franz Navarrete, que assistiu às imagens veiculadas, que os aparentes globos registrados pelo infravermelho nada mais eram que os imensos queimadores do complexo petrolífero de Cantarrel, localizado perto da Baía de Campeche. A câmera captou o forte calor proveniente das plataformas de perfuração, difíceis de enxergar a olho nu na altitude em que os pilotos se encontravam. O movimento aparente dos ufos era devido a uma ilusão de óptica criada pelo fato da aeronave estar em movimento, bem como as nuvens.
Alejandro Franz Navarrete fez um voo de reconstituição a fim de verificar a hipótese dos poços de petróleo, seguindo a trajetória de voo do avião militar e filmando na mesma direção. Os resultados provaram definitivamente que a hipótese dos poços de petróleo era a correta. O voo de reconstituição foi documentado pela National Geographic.